# Borussia-Park
Borussia-Park (phát âm tiếng Đức: [boˈʁʊsi̯aːˌpaʁk]; cách điệu là BORUSSIA-PARK) là một sân vận động bóng đá nằm ở Mönchengladbach, Nordrhein-Westfalen, Đức. Đây là sân nhà của câu lạc bộ Bundesliga Borussia Mönchengladbach. Sân thay thế cho sân nhà cũ Bökelbergstadion của câu lạc bộ vào tháng 7 năm 2004.
Borussia-Park có sức chứa 54.057 chỗ ngồi, trong đó có 16.145 chỗ là khán đài đứng chỉ dành cho những cổ động viên lâu năm. Đối với các trận đấu quốc tế, khán đài đứng này được chuyển đổi thành chỗ ngồi tạm thời, làm giảm sức chứa của sân vận động xuống còn 46.249 chỗ ngồi.
Sân vận động mới có các tiện nghi như phòng chờ VIP, fanshop và quán bar thể thao, với chi phí xây dựng là 85 triệu euro.
Mặc dù có sức chứa lớn và tương đối hiện đại, nhưng sân vận động này không tổ chức các trận đấu tại World Cup 2006 mà Đức là nước chủ nhà. Đây là sân vận động có sức chứa lớn nhất Bundesliga không tổ chức các trận đấu World Cup, mặc dù sân đã tổ chức các trận đấu trong Giải vô địch bóng đá nữ thế giới 2011. Sân một lần nữa không được chọn làm địa điểm cho lần đấu thầu đầu tiên của Đức với tư cách là một quốc gia thống nhất để đăng cai Giải vô địch bóng đá châu Âu 2024.
Với tỷ lệ khán giả tới sân trung bình là 95,1%, đây là một trong những sân vận động bóng đá có lượng khán giả trung bình cao nhất ở châu Âu, xếp thứ 13 trong năm 2017 (giữa Liverpool F.C. và Hamburger SV).

## Hình ảnh

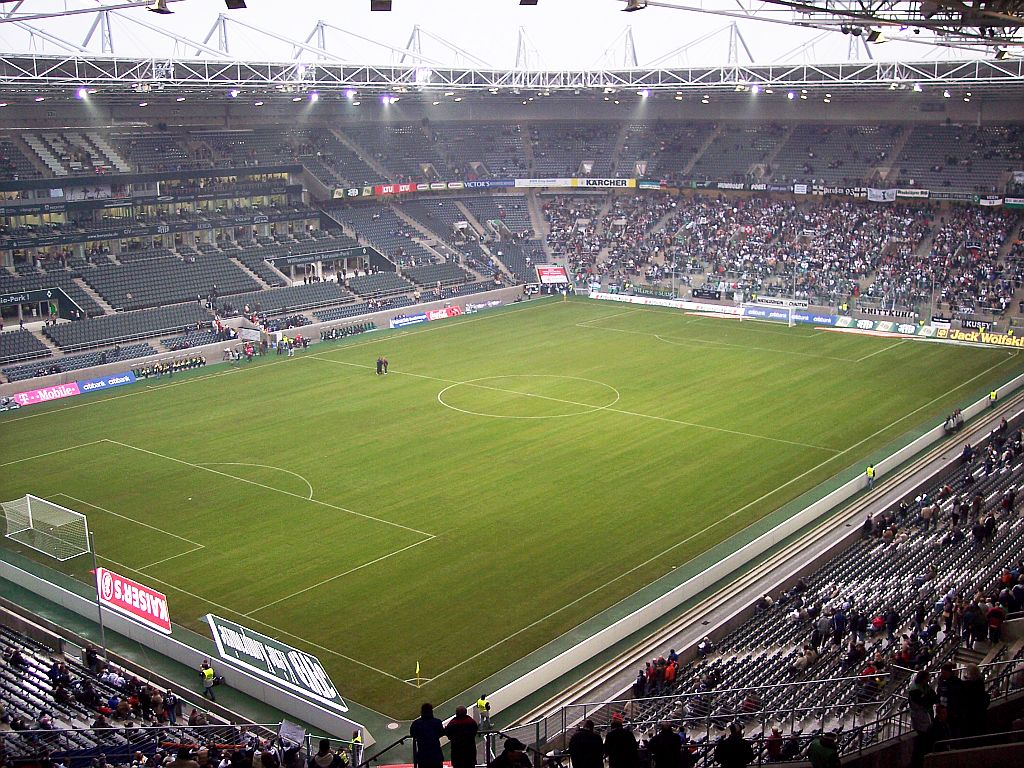
Borussia-Park
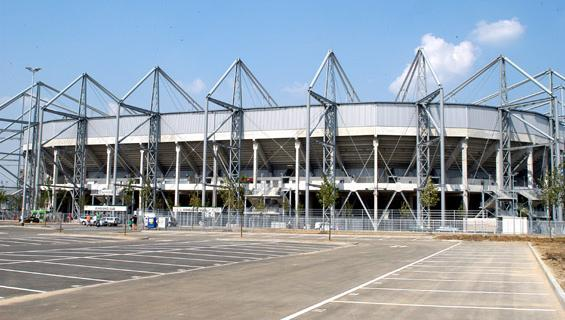
Borussia-Park
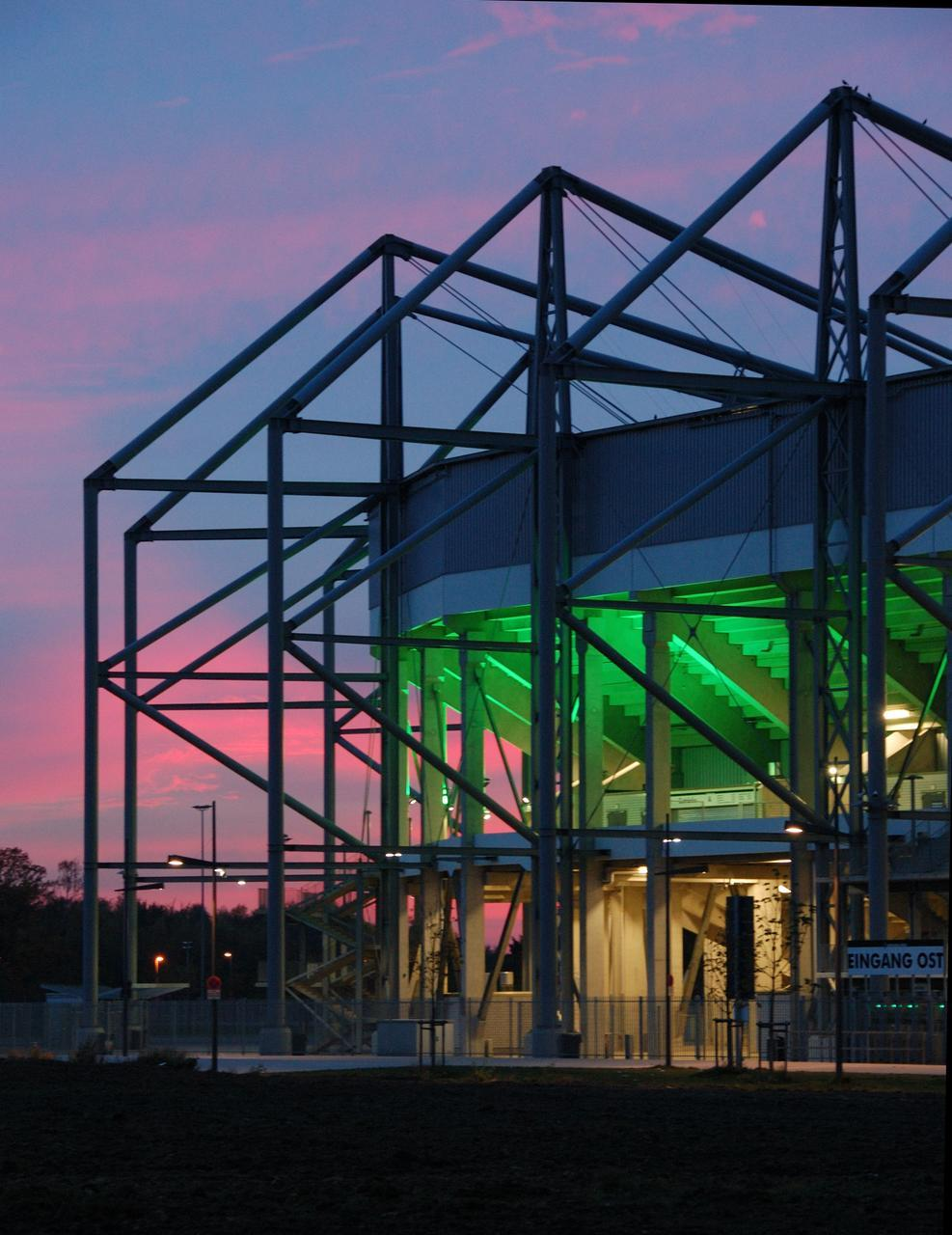
Borussia-Park
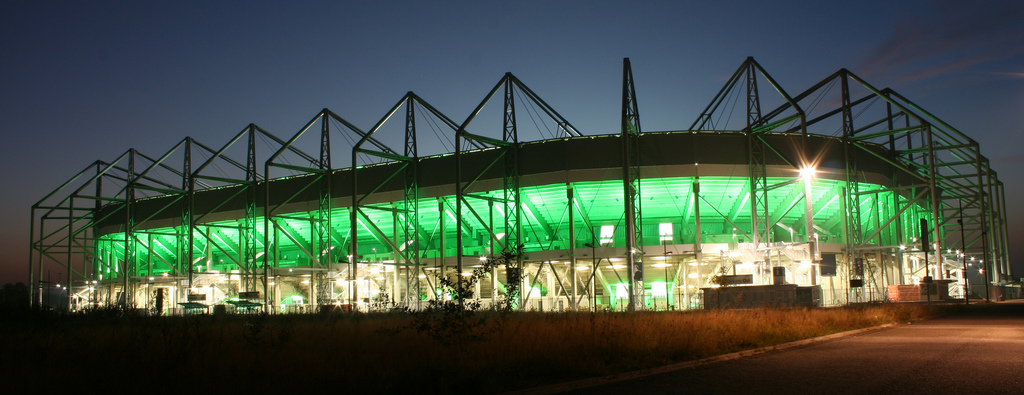
Borussia-Park
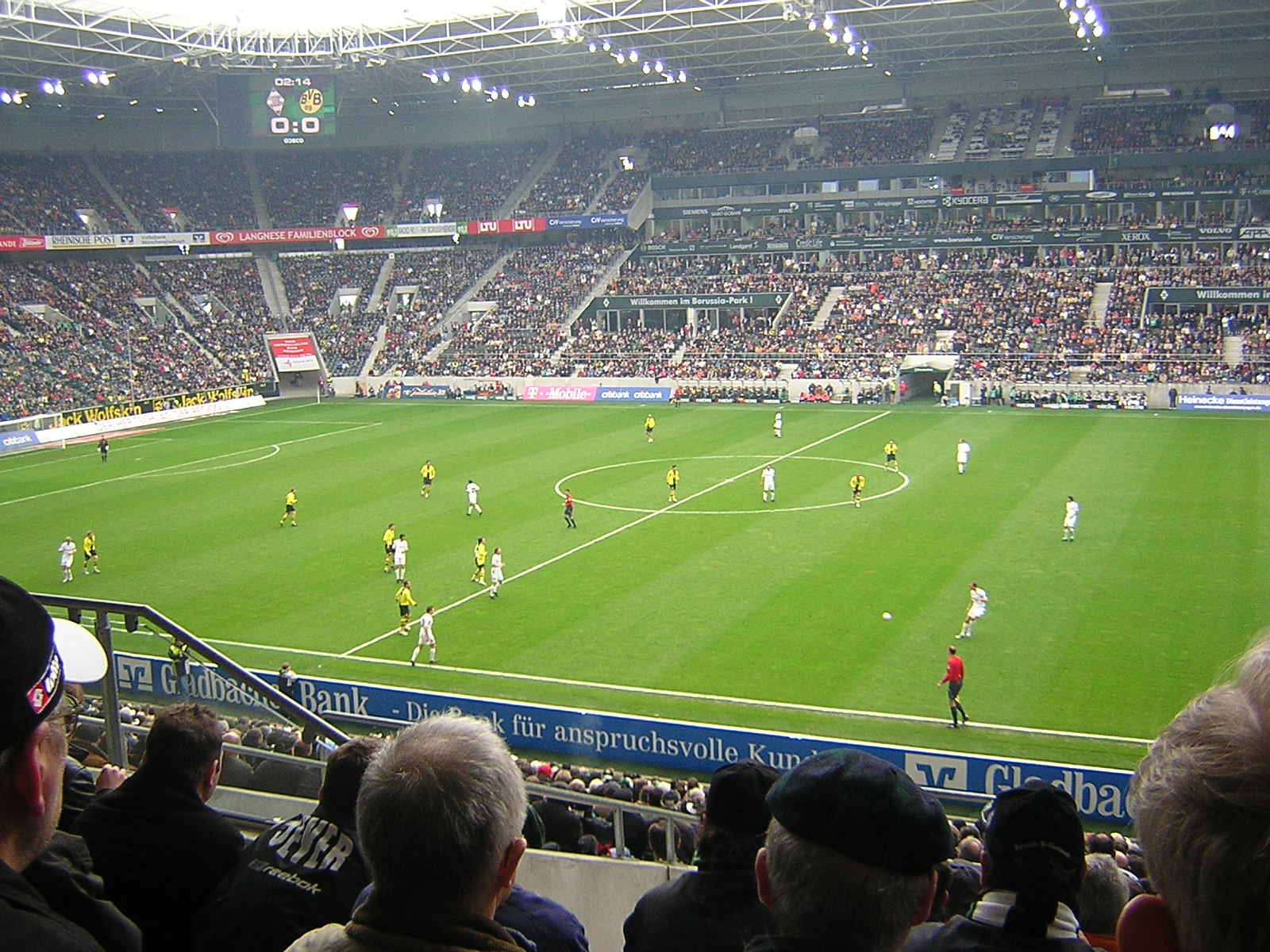
Borussia-Park
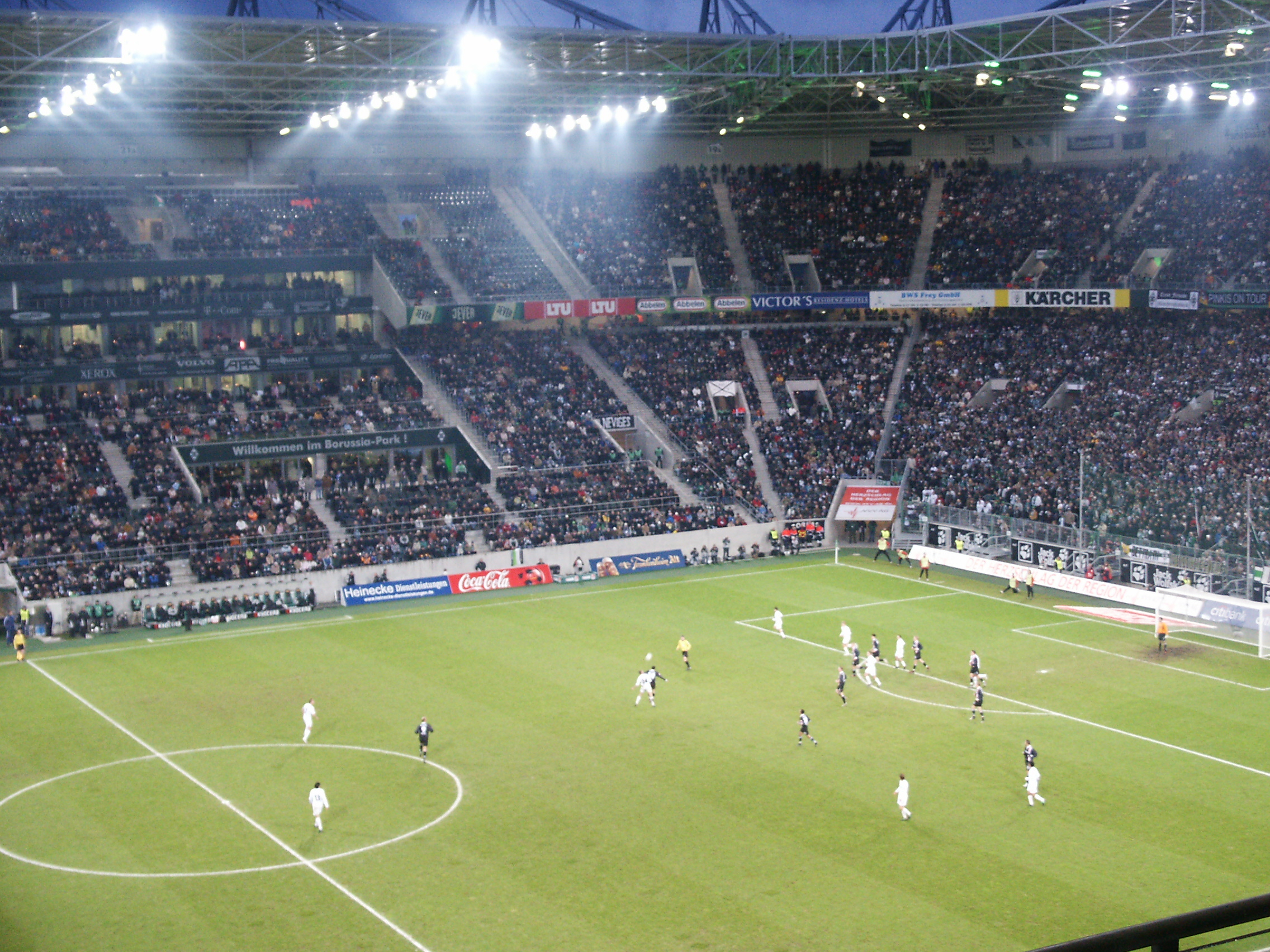
Borussia-Park
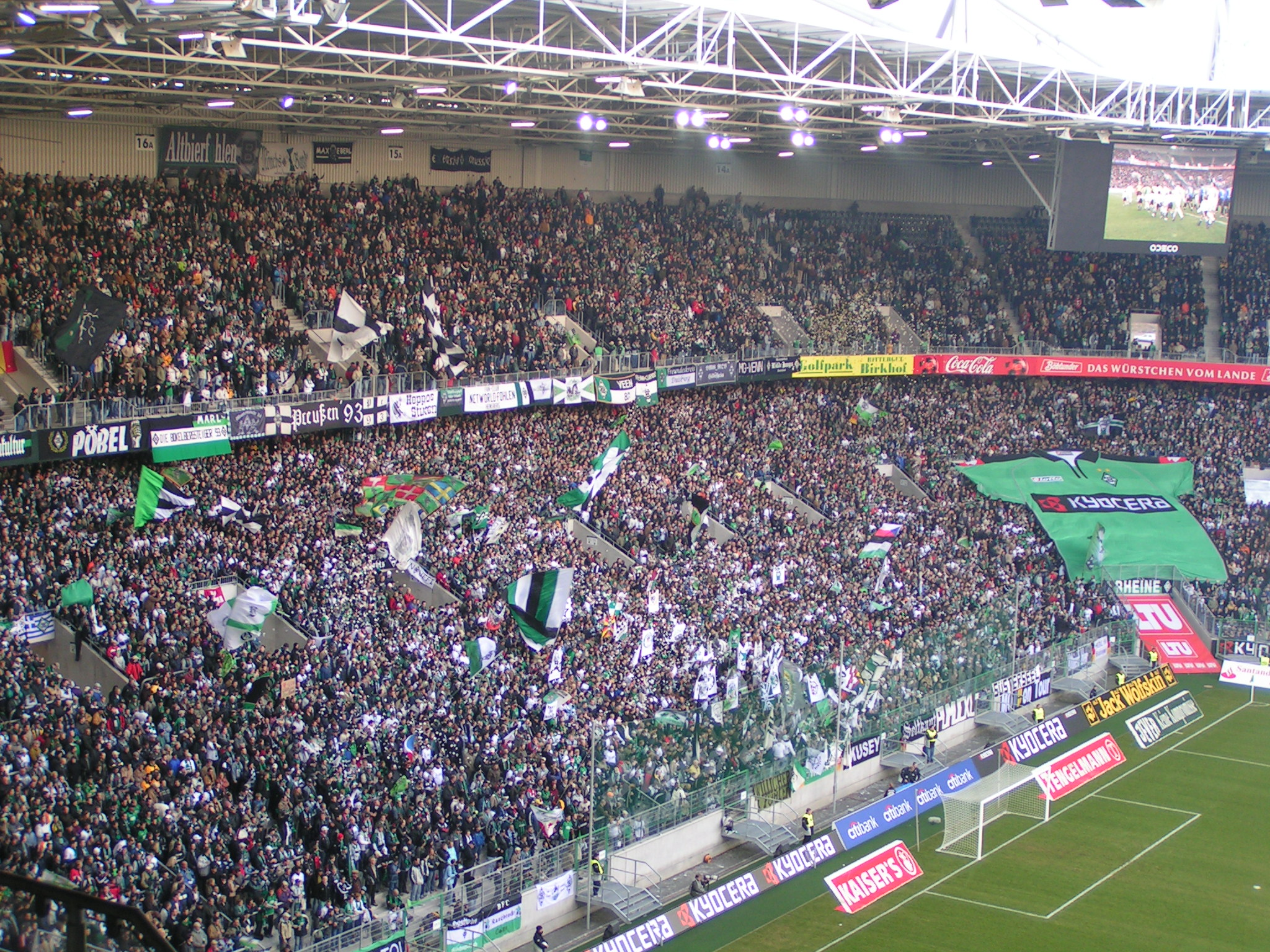
Borussia-Park